# Arctia clarki
Arctia clarki är en fjärilsart som beskrevs av Tutt 1909. Arctia clarki ingår i släktet Arctia och familjen björnspinnare. Inga underarter finns listade i Catalogue of Life.